# Janis Tomlinson
Pour les articles homonymes, voir Tomlinson.
Janis A. Tomlinson est une historienne de l'art américaine, spécialisée dans la culture espagnole.
Elle possède plusieurs doctorats en l'art et en 1995 s'est rendue à Washington DC pour devenir directeur artistique de l'Académie nationale des sciences. Cette même année, elle a donné plusieurs conférences sur l'art américain au Centre international Woodrow Wilson et Musée Guggenheim de Bilbao. Elle a enseigné à l'Université Georgetown de 1987 à 1991 et a travaillé également à Madrid, dirigeant certaines publications sur l'art du XIXe siècle.
Elle est reconnue par Nigel Glendinning pour être une éminente spécialiste de l'art espagnol des XVIIIe et XIXe siècles. Elle a publié plusieurs livres et articles sur les peintres espagnols comme El Greco et Francisco de Goya.

## Œuvre
- Francisco Goya : the tapestry cartoons and early career at the court of Madrid, Cambridge, 1989  (ISBN 9780521366212).
- Graphic evolutions : the print series of Francisco Goya (avec David Rosand : cat. exp. Wallach Art Gallery (en)), New York, Columbia University Press, 1989  (ISBN 9780231068642).
- Goya in the twilight of enlightment Janis A. Tomlinson, New Haven, 1992  (ISBN 978-84-376-1198-3).
- Francisco Goya y Lucientes, 1746-1828, Londres, Phaidon, 1994  (ISBN 9780714829128).
  - (fr) Francisco Goya y Lucientes : 1746-1828 (trad. Mariane Rosel-Miles), Paris, Flammarion, 1994  (ISBN 9780714890340).
- Readings in nineteenth-century art, Upper Saddle River (N. J.), 1996  (ISBN 9780131041424).
- From El Greco to Goya : painting in Spain, 1561-1828, Londres, 1997  (ISBN 9780297836292).
- Goya, images of women (avec Francisco Calvo Serraller, Aileen Ribeiro, Concha Herrero Carretero : cat. exp. National Gallery of Art/musée du Prado), Washington, National Gallery, 2002  (ISBN 9780894682933).
- Goya's war : los Desastres de la guerra, Claremont, 2013  (ISBN 9780985625115).
- Gertrude Käsebier : the complexity of light and shade : photographs and papers of Gertrude Käsebier in the University of Delaware Collections (avec Stephen Petersen : cat. exp. Université du Delaware), Newark, 2013  (ISBN 9780615735450).
- Goya : order & disorder (avec Stephanie Loeb Stepanek et Frederick Ilchman : cat. exp. Musée des Beaux-Arts de Boston), Boston, 2014  (ISBN 9780878468089).
- Goya : a portrait of the artist, Princeton, 2020  (ISBN 9780691192048).